# Pierre Londiche
Pierre Londiche, né le 27 septembre 1932 à Armentières et mort le 24 novembre 2022 dans le 15e arrondissement de Paris, est un acteur et dramaturge français.

## Filmographie partielle

### Cinéma
- 1970 : Les Choses de la vie de Claude Sautet
- 1971 : La Maffia du plaisir de Jean-Claude Roy
- 1973 : Le Fils de Pierre Granier-Deferre
- 1975 : L'Agression de Gérard Pirès
- 1975 : Adieu poulet de Pierre Granier-Deferre
- 1976 : Mado de Claude Sautet
- 1977 : Le Pays bleu de Jean-Charles Tacchella
- 1977 : Le mille-pattes fait des claquettes de Jean Girault
- 1977 : L'Aigle et la Colombe de Claude Bernard-Aubert
- 1978 : Et vive la liberté ! de Serge Korber
- 1979 : Les Chiens d'Alain Jessua
- 1979 : Laura, les ombres de l'été de David Hamilton
- 1981 : La Provinciale de Claude Goretta
- 1982 : Tir groupé de Jean-Claude Missiaen
- 1982 : Mille milliards de dollars d’Henri Verneuil dans le rôle du traducteur
- 1983 : La vie est un roman d'Alain Resnais
- 1983 : Flics de choc de Jean-Pierre Desagnat
- 1984 : Ronde de nuit de Jean-Claude Missiaen
- 1984 : Mesrine d'André Génovès
- 1984 : Polar de Jacques Bral
- 1985 : Joy et Joan de Jacques-René Saurel
- 1986 : Le Couteau sous la gorge de Claude Mulot
- 1987 : Cross de Philippe Setbon
- 1988 : Les Années sandwiches de Pierre Boutron
- 2001 : Comment j'ai tué mon père d'Anne Fontaine
- 2009 : Commis d'office d'Hannelore Cayre

### Télévision
- 1970 : Tête d'horloge de Jean-Paul Sassy
- 1970 : Les Enquêtes du commissaire Maigret de Claude Barma, épisode : Maigret et son mort : inspecteur janvier
- 1970 : Les Enquêtes du commissaire Maigret de Claude Barma, épisode : Maigret : Godet
- 1971 : Aux frontières du possible : épisode : Attention : nécroses mentales de Victor Vicas
- 1972 : Les Rois maudits de Claude Barma (feuilleton télévisé)
- 1973 : La Ligne de démarcation - épisode 1 : Raymond, (série télévisée) : Officier Gestapo
- 1974 : Les Brigades du Tigre, épisode Visite incognito de Victor Vicas :Schulz/ le prince de Galles
- 1974 : À dossiers ouverts (épisode : L'Intrus), de Claude Boissol
- 1975 : La Chasse aux hommes de Lazare Iglesis
- 1976 : Les Douze Légionnaires  de Bernard Borderie : Commandant Janvier
- 1977 : Dossier danger immédiat (Épisode "L'affaire Martine Desclos") de Claude Barma
- 1978 : Les Brigades du Tigre de Victor Vicas, épisode : Le village maudit : Norbert
- 1979 : Les Dames de la côte de Nina Companeez
- 1980 : L'Aéropostale, courrier du ciel de Gilles Grangier (feuilleton télévisé)
- 1980 : Petit déjeuner compris - Feuilleton en 6 épisodes de 52 min - de Michel Berny
- 1981 : Le professeur jouait du saxophone, (Cinéma 16) de Bernard Dumont : Le psychologue scolaire
- 1981 : Messieurs les jurés, L'Affaire Romette de Gérard Gozlan
- 1982 : L'Adieu aux as de Jean-Pierre Decourt
- 1983 : La Veuve rouge d'Édouard Molinaro
- 1985 : Astrolab 22 de Pierre Sisser (feuilleton télévisé)
- 1984 : Un cas pour deux, épisode : Un mort à l'aube (série) : François Leblanc
- 1985 : Les Cinq Dernières Minutes : Histoire d'os de Jean-Jacques Goron
- 1986 : L'Été 36 d'Yves Robert
- 1987 : Les Enquêtes du commissaire Maigret, épisode : Un échec de Maigret de Gilles Katz
- 1988 : Les Enquêtes du commissaire Maigret, épisode : La Vieille Dame de Bayeux de Philippe Laïk
- 1988 : Les Cinq Dernières Minutes (Dernier Grand Prix) de Gilles Katz
- 1988-1990 : Tribunal (série télévisée) dans le rôle du Procureur de la République
- 1989 : Les Cinq Dernières Minutes : Les Chérubins ne sont pas des anges de Jean-Pierre Desagnat
- 1989 : Le Destin du docteur Calvet série TV : François Deplagne
- 1989 : Le grand secret minisérie TV Ambassadeur US Paris
- 1990 : Les Nouveaux Chevaliers du ciel  série TV : Les ailes du désert (1/2), L'otage du désert(2/2) : Colonel Vigouroux
- 1996 : Les Faux Médicaments : Pilules mortelles d'Alain-Michel Blanc
- 1998 : Les Vacances de l'amour, saison 3, épisode 9 : il joue un promoteur sous le nom de Xavier Vauclert
- 2009 : Louis XV, le Soleil noir de Thierry Binisti
- 2011 : Le Jour où tout a basculé, épisode Mon mari et sa maîtresse m'ont manipulée

## Théâtre
- 1970 : Le Roi Lear de William Shakespeare, mise en scène Pierre Debauche, Théâtre des Amandiers, Maison de la Culture du Havre

## Publication
En 2013, Pierre Londiche publie chez Christian Navarro-Ferret un recueil de poésie : La Fugue en émoi.

## Doublage

### Cinéma

#### Films
- 1983 : L'Esprit d'équipe : Freeman Smith (Terry O'Quinn)
- 1993 : L'Impasse : Norwalk (James Rebhorn)
- 2011 : Twixt : Bobby LaGrange (Terry O'Quinn)
- 2011 : Les Marches du pouvoir : le sénateur Pullman (Michael Mantell)

#### Films d'animation
- 2012 : L'Esprit d'équipe : le juge Hopkins